# Vincent Ryan Rompies
Vincent Ryan Rompies (nacido en Yakarta, el 29 de marzo de 1980) es un actor, cantante, locutor de radio y presentador de televisión indonesio, exbajista de la banda Clubeighties, además hermano menor del cantautor y guitarrista Cliffton Jesse Rompies. Actualmente es bajista de la banda The Cash.

## Carrera
Comenzó su carrera en el mundo de la música en la banda Clubeighties. Además de Vincent Rompies también tuvo varias presentaciones de eventos, tales como MTV Bujang y Radio Humor 77 FM, en el palacio de comunicaciones de Desta.
Vincent Rompies comenzó también a participar en el cine en una película de repente, donde inició su actuación en el filme de Mendadak Dangdut, que fue protagonizado por Julia Kinaryosih, aunque su personaje principal no ha sido tan importante. En la actualidad, Vincent Rompies se encuentra activo el programa conocido como Got Talent Indonesia, que dirige como anfitrión en el Indosiar. Junto a Tora Sudiro y Deddy Mahendra Desta, Vincent formó la banda llamada The Cash y lanzó un sencillo titulado Diet después de separarse de Clubeighties. Vincent Rompies como presentador de televisión también ha dirigido el concurso de Super Game.

## Filmografía
- "Mendadak Dangdut" (2006)
- "Tri Mas Getir" (2008)
- "Tarzan ke Kota" (2008)
- "Kawin Laris" (2009)
- "Kalau Cinta Jangan Cengeng" (2009)
- "Wakil Rakyat" (2009)
- "Benci Disko" (2009)
- "Krazy Crazy Krezy" (2009)
- "Preman In Love" (2009)
- "Ngebut Kawin" (2010)
- "The God Babe" (2010)
- "Madame X" (2010)

## Anuncios TV
- LPSK (Lembaga Perlindungan Saksi dan Korban) (2010) bersama Desta.
- Telkomsel Siaga (2011) bersama Sule.

- Datos: Q6163146